# Тиосто
Тио́сто (бел. Цёста) — озеро в Городокском районе Витебской области в бассейне реки Овсянка.
Площадь озера составляет 5,35 км², длина береговой линии 21,4 км. Длина озера 6,25 км, наибольшая ширина 1,1 км. Площадь водосбора 426 км². Максимальная глубина 11,7 м.
Котловина Тиосто сложного типа, разделяющаяся на три плёса (самый глубоководный — центральный, южный с глубинами до 8 метров). Склоны на востоке и юге невысокие и заболоченные, на севере и западе крутые, высотой до 8 метров. Береговая линия извилистая с большим количеством заливов. Берега песчаные, на юге заболочены, в восточной части озера сплавинные. 
Дно озера до глубин 2,5 м песчаное, на больших глубинах покрыто илом (в северо-восточной части — сапропелем). 
Озеро эвтрофное, зарастает до глубины 2,4 м. Ширина полосы прибрежной растительности (тростник, хвощ, камыш, осока) до 30 и глубины 1—1,5 метров. 
 Через Тиосто протекает река Овсянка, впадает река Марисина и 6 ручьёв.
В северо-восточной и южной частях озера произрастает водяной орех.
В Тиосто обитают щука, лещ, судак, линь, окунь, плотва, краснопёрка и другие виды рыб.
Около озера расположены деревни Село, Селезни, а на берегу у деревни Селезни археологический памятник — городище.
Окончание (формант) -то в названии озера Тиосто и ему подобных на финно-угорских языках собственно и означает «озеро».